# Курное (село)

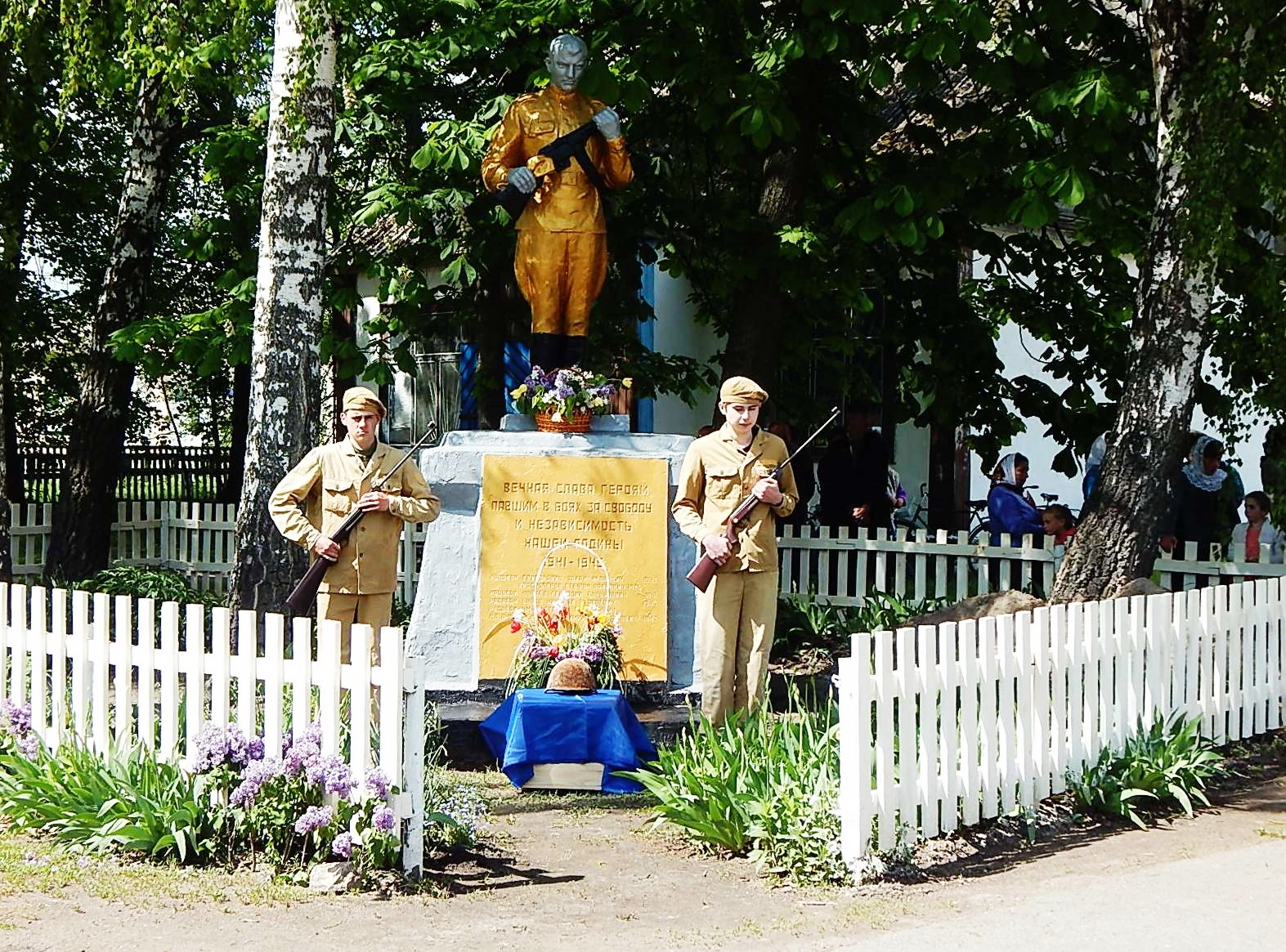
братская могила в селе Курне. А также перезахоронение останков красноормейца Ефимова Фёдора

Ку́рное (укр. Курне) — село на Украине, основано в 1240 году, находится в Пулинском районе Житомирской области.
Код КОАТУУ — 1825482603. Население по переписи 2001 года составляет 985 человек. Почтовый индекс — 12030. Телефонный код — 4131. Занимает площадь 5,101 км².

## Адрес местного совета
12031, Житомирская обл., Пулинский р-н, с. Курное, ул. Центральная, 10; тел. 64-4-42